# Gora Bahurina
Gora Bahurina (englische Transkription von russisch Гора Бахурина Gora Bachurina) ist ein Berg in der antarktischen Ross Dependency. In den Churchill Mountains ragt er im Gebiet der Darley Hills auf.
Russische Wissenschaftler nahmen seine Benennung vor. Der weitere Benennungshintergrund ist nicht hinterlegt.